# ولوو ارو

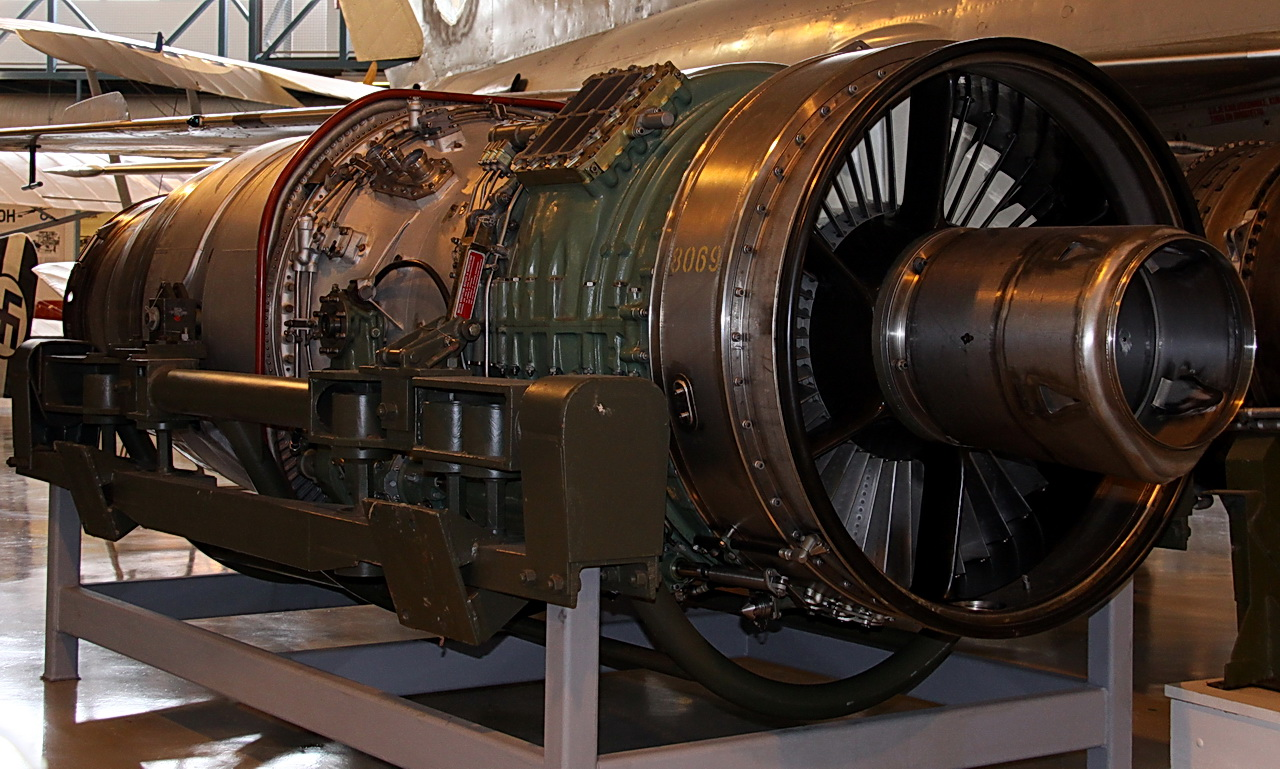
ولوو RM6B

ولوو اِرو یک سازنده موشک، موتور موشک و موتور هواگرد سوئدی بود که در سال ۲۰۱۲، توسط شرکت جی‌کی‌ان خریداری‌شد.